# Capilla Sansevero
La capilla Sansevero (también llamada iglesia de Santa María de la Piedad o Pietatella) es uno de los principales museos de Nápoles. Situada en los alrededores de la piazza San Domenico Maggiore, esta iglesia desacralizada es adyacente al palacio de Sangro, casa de los príncipes de Sansevero, del que estaba separada por un callejón atravesado por un puente que permitía a la familia acceder directamente al capilla.
La capilla alberga obras de arte como el Cristo Velado de Giuseppe Sanmartino, célebre por las transparencias del velo de mármol que envuelve la figura de Cristo muerto, la Modestia de Antonio Corradini y el Desengaño de Francesco Queirolo, que forman un conjunto rico en simbología. También guarda otros objetos de factura inusual, como las máquinas anatómicas, dos cuerpos humanos totalmente descarnados en los que es posible observar de forma detallada en sistema circulatorio interno.
Además de haber sido concebido como lugar de culto, el mausoleo es sobre todo un templo masónico cargado de simbología, que refleja el genio y el carisma de Raimondo di Sangro, VII príncipe de Sansevero, quien ideó y encargó las obras de arte que decoran la capilla.

## Antecedentes históricos

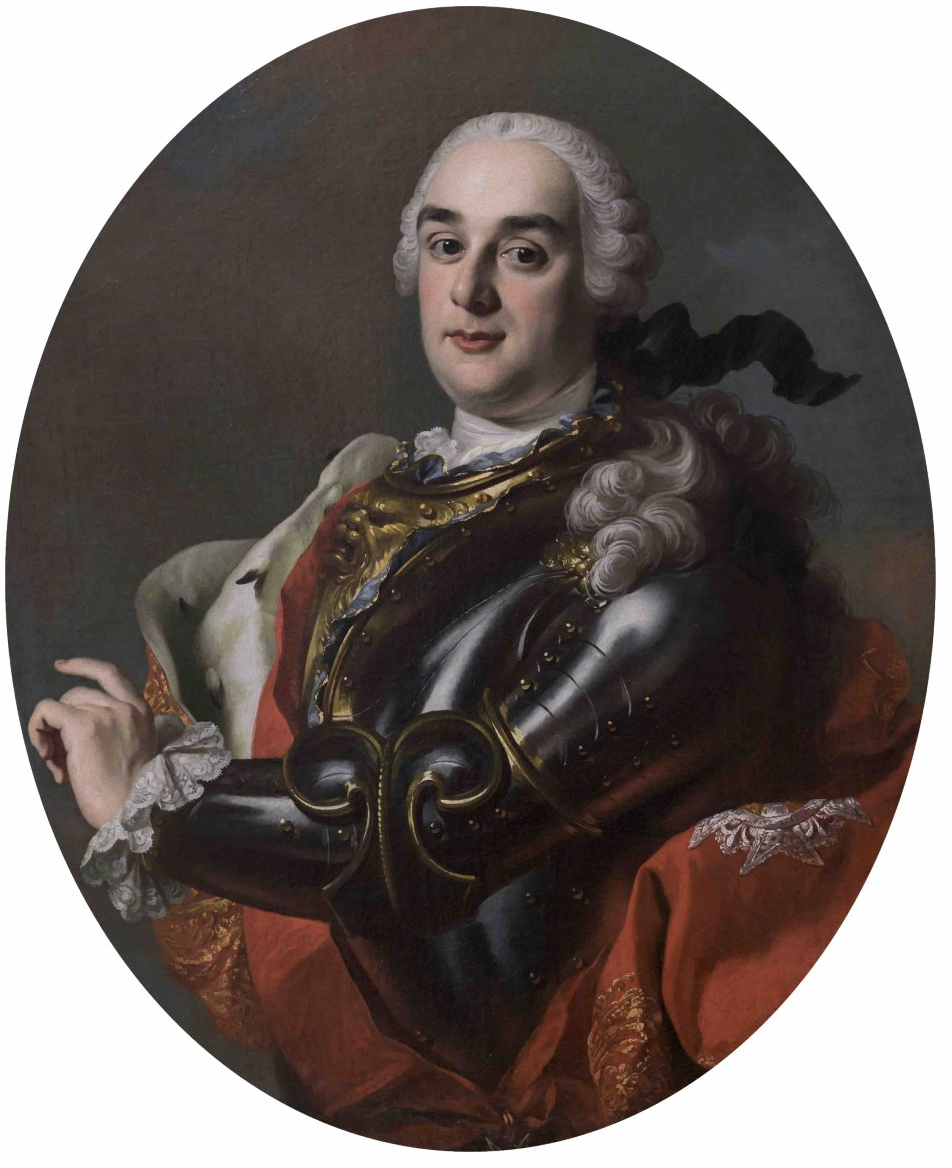
Raimondo di Sangro, príncipe de San Severo, que ideó la capilla tal y como la conocemos

### Orígenes
Según uno de los muchos mitos que rodean a la capilla, la iglesia fue construida sobre un antiguo templo dedicado a la diosa Isis, aunque otra leyenda cuenta que un hombre injustamente arrestado iba camino de la cárcel cuando al pasar por el palacio Sansevero se encomendó a la Virgen. De pronto, parte del muro se derrumbó, revelando una pintura de la Virgen invocada, una Pietà, que se encuentra en la parte superior del altar principal de la capilla y que dio nombre a la iglesia, dedicada a Santa María de la Piedad. La devoción del detenido no cayó en saco roto y poco después se reconoció su inocencia. Tras ser liberado, restauró la Piedad y dispuso que siempre hubiera una lámpara de plata encendida ante la imagen.
El lugar se convirtió rápidamente en destino de peregrinaciones populares y objeto de invocaciones. El duque de Torremaggiore, Giovan Francesco di Sangro se encomendó a la Virgen estando gravemente enfermo, y al sanar milagrosamente hizo construir una capilla que los fieles llamaron la Pietatella.
Según estudios recientes, el origen de la capilla estaría en un crimen perpetrado en la noche del 16 al 17 de octubre de 1590. El compositor Carlo Gesualdo da Venosa apuñaló a su esposa, Maria D'Avalos, y al amante de esta, Fabrizio Carafa, hijo de Adriana Carafa della Spina, segunda esposa a su vez de Giovan Francesco di Sangro y primera princesa de Sansevero. Tras el homicidio, Adriana habría mandado edificar la capilla como templo expiatorio dedicado a la Virgen por la salvación eterna de su hijo, según probaría la inscripción «Mater Pietatis» que puede leerse en la bóveda de la Pietatella dentro de un sol radiante, que representa la dedicación del edificio a María.

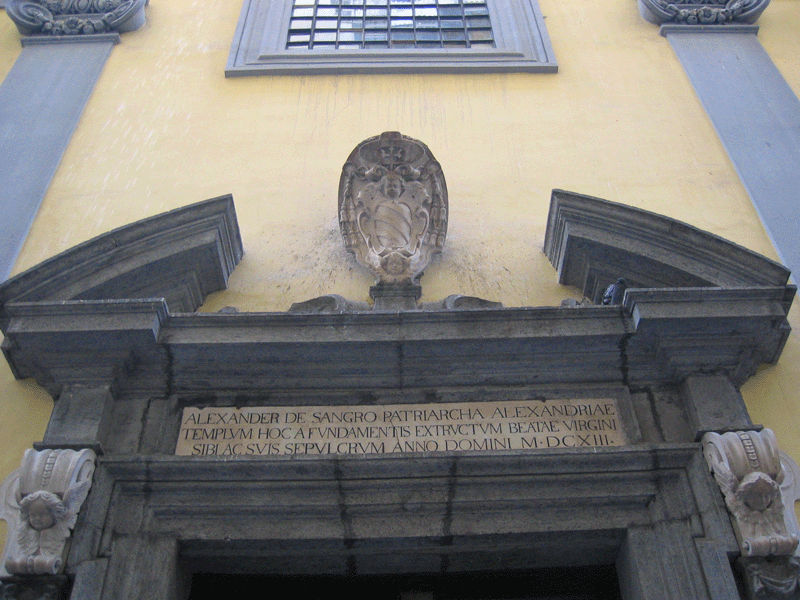
Lápida con la dedicatoria de Alessandro di Sangro sobre la entrada de la capilla Sansevero

Sea cual fuere el origen de la iglesia, se sabe con certeza que las obras de su construcción comenzaron en 1593, según documentos hoy pertenecientes al Banco di Napoli. Veinte años más tarde, Alessandro di Sansevero, hijo de Giovan Francesco, Patriarca de Alejandría y arzobispo de Benevento, mandó ampliarla para convertirla en mausoleo de la familia di Sangro, como atestigua la lápida de mármol colocada en 1613 sobre la puerta principal del edificio:
Alessandro di Sangro, patriarca de Alejandría, dedicó este templo, levantado desde los cimientos a la Santísima Virgen, a mausoleo para él y su familia en el año del Señor 1613

### sigloXVII
Tras la reforma de Raimondo di Sangro en el siglo XVIII, poco queda de la Pietatella original. La restauración mantuvo las dimensiones perimetrales y cuatro de los mausoleos laterales. Aparte de esto, de la iglesia del siglo XVII solo resta la decoración policromada del ábside y cuatro estatuas.
Uno de los monumentos de la primera época es el del primer príncipe de Sansevero, Giovan Francesco di Sangro, probablemente realizado por Giacomo Lazzari en la primera mitad del siglo XVII. Hoy puede verse en la segunda capilla lateral de la izquierda. También pertenecen a esa época la estatua del II príncipe, Paolo di Sangro, cuyo autor se desconoce, situada en el primer nicho a la derecha, el monumento a Paolo di Sangro, IV príncipe de Sansevero, que se encuentra en la primera hornacina a la izquierda, obra de Bernardo Landini e Giulio Mencaglia, y el monumento al Patriarca de Alejandría, Alessandro di Sangro, situado a la izquierda del altar, obra de un artista desconocido

### sigloXVIII
La disposición de la capilla se modificó a partir de la década de 1740, cuando el príncipe Raimondo di Sangro comenzó a ampliarla y encargó varias obras de arte para enriquecerla, con el fin de crear un lugar que fuera testigo de la grandeza de su familia.
En los años sucesivos, el príncipe Raimondo contrató artistas de fama internacional como Giuseppe Sanmartino, Antonio Corradini, Francesco Queirolo y Francesco Celebrano: es en este periodo cuando se realizaron obras maestras como el Cristo Velado, el Desengaño y la Modestia. Raimondo invirtió buena parte de su fortuna, e incluso en ocasiones se endeudó para completar la reforma de la capilla. Fue generoso, pero exigente, y a menudo dirigió personalmente los trabajos, por lo que las obras reflejarían fielmente el papel que les había asignado dentro del diseño iconográfico general de la capilla. En algunos casos, fue el propio príncipe el que elaboró los materiales, como la masilla de la cornisa situada sobre los arcos de las capillas laterales o los colores del fresco de la bóveda
En la reinauguración de la capilla se colocó una placa en la puerta lateral de la Piatatella que lleva la fecha de 1767.

### DelsigloXIXen adelante

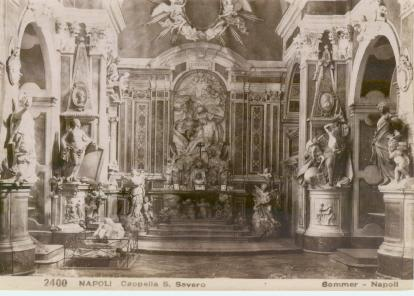
La capilla en el. Se aprecian las diferentes estatuas, y el Cristo Velado a los pies de la Modestia. El autor de la imagen es el fotógrafo alemán Giorgio Sommer

La noche del 22 al 23 de septiembre de 1889 se derrumbó el puente que comunicaba el mausoleo de Sansevero con el vecino  palacio de la familia a causa de una infiltración. Este incidente, que también afectó a parte de la capilla y del palacio, provocó la pérdida de los frescos situados bajo el gariglione y del diseño laberíntico del pavimento de la capilla.
Los restauradores fueron incapaces de recuperar el pavimento original, seriamente dañado por el derrumbe, por lo que en 1901 optaron por colocar un suelo de cotto napolitano en amarillo y azul, los colores de la familia de Sangro.
Desde su desconsagración y transformación en museo en el siglo XIX, la capilla recibe un gran número de visitantes a diario, y es escenario de exposiciones, conciertos y reuniones literarias.

## Arquitectura
La fachada hacia la calle Francesco de Sanctis es simple y sobria en sus líneas, característica típica de principios del siglo XVII, época en que sigue vivo el espíritu clásico. Se puede entrar a través del gran portal que se abre en el centro de la fachada, coronado por el escudo de armas de la familia de Sangro, donde puede verse la placa de mármol que recuerda la obra de Alessandro di Sangro, o bien por la puerta lateral que se abre a San Severo.
La pequeña iglesia, expresión típica del barroco napolitano tiene forma rectangular, y consta de una sola nave, que probablemente data de 1593. Un gran arco separa la nave del presbiterio, ubicado al extremo de la iglesia, donde se encuentra el altar mayor. En las paredes laterales, cuatro arcos de medio punto a cada lado delimitan otras tantas hornacinas con tumbas de varios miembros de la familia. En el muro de la izquierda, bajo uno de estos arcos, se abre la puerta lateral ─entrada principal a la capilla─ y a la derecha, el acceso a la sacristía y a la sala subterránea.
Sobre los arcos, recorre toda la capilla una cornisa elaborada con una masilla ideada por el príncipe Raimondo, sobre la que se extiende la bóveda de cañón que corona el templo, decorada en su totalidad por el fresco Gloria del Paraíso, de Francesco Maria Russo. Sobre la cornisa se abren seis ventanas de ancho vierteaguas interior que proporcionan luz a la capilla.
Todas las obras que alberga la capilla, excepto cuatro, fueron encargadas por Raimondo di Sangro, y a ellas contribuyeron artistas de la talla de Francesco Celebrano, Antonio Corradini, Francesco Queirolo y Giuseppe Sanmartino. A Raimondo se debe también la pavimentación del siglo XVIII, consistente en un mosaico de incrustaciones de mármol blanco y negro que simboliza un laberinto.
Sobre la puerta principal hay una pequeña tribuna tras la que se abría el puente que comunicaba la capilla con el palacio de Sangro, destruido en 1889 por una infiltración de agua, como se ha mencionado anteriormente.

## Iconografía

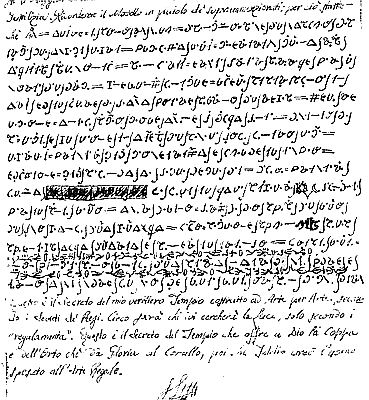
Carta cifrada según el código Rosacruz, que contiene información sobre el significado de las esculturas y el proyecto iconográfico creado por Raimondo. A la profesora Clara Miccinelli se debe su decodificación

El elemento más notable de la capilla Sansevero son, sin duda, las estatuas, que obedecen a un proyecto iconográfico ideado y diseñado por Raimondo di Sangro, en el que los artistas fueron a menudo simples ejecutores.
El componente principal de ester proyecto son las diez estatuas denominadas «Virtudes», colocadas sobre otros tantos pilares, de las cuales nueve están dedicadas a consortes de miembros de la familia Sansevero, y una ─el Desengaño─ a Antonio di Sangro, padre del príncipe Raimondo.
En el interior de las hornacinas laterales, intercaladas con las estatuas de las virtudes se hallan los monumentos funerarios de distintos príncipes y miembros destacados de la familia, entre ellos el propio Raimondo di Sangro y su hijo Vincenzo, en vida de los cuales se reformó la capilla. Raimondo concibió el templo como mausoleo de la familia de Sangro, con la intención de honrar a sus miembros y exaltar sus virtudes y logros.
En el conjunto de estatuas, y en concreto en las representaciones de las virtudes, también es posible advertir mensajes alegóricos, a menudo relacionados con la masonería, puesto que Raimondo di Sangro era gran maestre. En el proyecto del príncipe, las virtudes representan las etapas de un camino espiritual, comparable al del iniciado en la masonería, que conduce a un mayor conocimiento y al perfeccionamiento de la persona. De este viaje forma parte el laberinto dibujado en el suelo, que representa las dificultades del proceso que lleva a la sabiduría.
Casi todas las virtudes fueron esculpidas según las normas iconográficas establecidas por Cesare Ripa en su obra Iconología, lectura especialmente apreciada por Raimondo, que financió una reedición en cinco volúmenes. Las estatuas no siguen el modelo clásico, sino que introducen novedades con significados precisos.
Por ejemplo, en la representación de la Modestia ─obra dedicada a Cecilia Gaetani, madre de Raimondo di Sangro─ la figura femenina velada se ve como referencia a la diosa egipcia Isis, que desempeña un importante papel en la ciencia iniciática. En esta estatua, la placa rota representa la muerte prematura de la mujer, mientras que el incensario a los pies de la figura rememora los utilizados en las ceremonias masónicas. Según las distintas interpretaciones, la rama de roble que parece salir del pedestal sería una referencia al árbol de la ciencia o al de la vida.
Las pirámides que se observan en las esculturas de la Liberalidad, la Suavidad del Yugo Conyugal, la Sinceridad y la Educación son un elemento común en las representaciones funerarias de la época, y simbolizan la gloria de los príncipes.
En el monumento a Cecco di Sangro, ubicado sobre la puerta de entrada a la capilla, otro símbolo vinculado a la masonería es la curiosa representación del guerrero armado que sale del sarcófago, y que se interpreta como el guardián del templo masónico. El tema de la resurrección también es recurrentel: puede verse en el Cristo Velado, en el Descendimiento del altar mayor y en el bajorrelieve de la Modestia.
Según la intención del príncipe Raimondo, el Cristo Velado, elemento central de la última gran reforma, debía colocarse en la cámara subterránea junto a los futuros sepulcros de los Sansevero, iluminado por las lámparas perpetuas ideadas por el propio príncipe. Sin embargo, lo más probable es que la escultura nunca haya llegado a ubicarse en dicha cámara.

## Obras

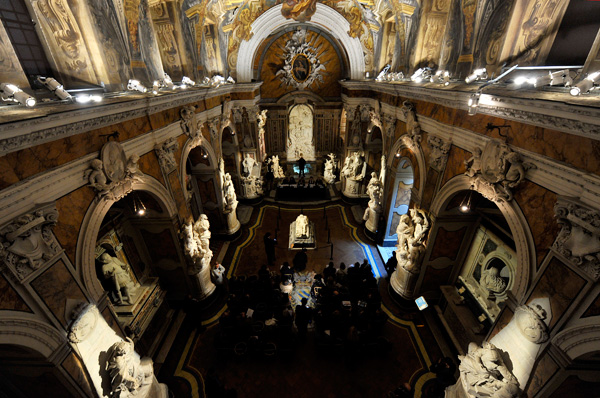
La capilla vista desde la cornisa

La capilla Sansevero es un compendio de obras escultóricas y pictóricas, siendo una de las más remarcables el fresco que decora el techo, conocido como la Gloria del Paraíso o el Paraíso de los Sangro, obra del poco conocido pintor Francesco Maria Russo, que lo terminó en 1749. La buena conservación de los colores no deja de sorprender en un fresco de más de dos siglos, y también se debe al talento del príncipe Raimondo, que ideó una pintura especialmente resistente a base de aceite y agua.
El fresco queda rematado entre las ventanas por seis medallones monocromos en tonos verdes que representan a los santos patronos de la casa: Bernardo da Pagliara,Berardo de Mársica, Felippa Mareri, Oderisio de Marsi, Randisio y Rosalía de Palermo.
Bajo ellos, a la altura de los arcos de las seis capillas más cercanas al altar, hay seis medallones de mámol, realizados por Francesco Queirolo, que representan a otros tantos cardenales miembros de la familia Sangro.

## Distribución de las obras
██ Obras sobresalientes de la capilla
1. Cristo Velado, de Giuseppe Sanmartino
2. Máquinas anatómicas, de Giuseppe Salerno

██ Estatuas de las Virtudes
1. Decoro, de Antonio Corradini
2. Generosidad, de Francesco Queirolo
3. Celo de la Religión, de Fortunato Onelli.
4. Suavidad del yugo conyugal, de Paolo Persico
5. Modestia, de Antonio Corradini
6. Desengaño, de Francesco Queirolo
7. Sinceridad, de Francesco Queirolo
8. Dominio de sí mismo, de Francesco Celebrano
9. Educación, de Francesco Queirolo
10. Amor divino, de autor desconocido

██ Otras esculturas
1. Monumento a Giovan Francesco di Sangro, III príncipe, de Antonio Corradini
2. Monumento a Paolo di Sangro, IV príncipe, de Bernardo Landini y Giulio Mencaglia
3. Monumento a Giovan Francesco di Sangro, I príncipe, de Giacomo Lazzari
4. Altar de Santa Rosalía, de Francesco Queirolo
5. Monumento a Alessandro di Sangro, patriarca de Alejandría, de autor desconocido
6. Altar de San Oderisio, de Francesco Queirolo
7. Monumento a Paolo di Sangro, VI príncipe, de Antonio Corradini
8. Monumento a Paolo di Sangro, II príncipe, quizás de Giacomo Lazzari
9. Monumento a Giovan Francesco di Sangro, V príncipe, de Francesco Celebrano
10. Monumento a Cecco de Sangro, de Francesco Celebrano

██ Otras obras
1. Retrato de Vincenzo di Sangro, de Carlo Amalfi
2. Altar mayor. Angeli de Paolo Persico, Descendimiento de Francesco Celebrano, Piedad de autor desconocido
3. Bóveda: La gloria del Paraíso, de Francesco Maria Russo
4. Tumba de Raimondo di Sangro, de Francesco Maria Russo
5. Pavimento laberíntico, de Francesco Celebrano
6. Sacristía

### Obras perdidas y notas económicas
Raimondo di Sangro tuvo que pedir créditos en diversas ocasiones para terminar las obras de la capilla de Sansevero y llevar a cabo sus estudios científicos. A pesar de que la familia di Sangro poseía una gran fortuna, la mala gestión y la vida de derroche que llevó Antonio di Sangro, padre de Raimondo, hicieron que los trabajos se vieran amenazados por dificultades económicas.
En numerosas ocasiones, el príncipe fue incapaz de pagar sus deudas a tiempo, generando intereses acumulados. La mayor parte de estas deudas se saldaron en 1765, gracias a la dote que Gaetana Mirelli aportó a su matrimonio con Vincenzo di Sangro, hijo de Raimondo.
Se han conservado documentos de dos pagos a los yeseros Carlo Barbiero y Domenico Palace, por los trabajos realizados en el arco que conectaba la capilla con el palacio de Sangro, que se derrumbó en 1889. Otros documentos indican que el escultor Giorgio Marmorano recibió el pago por ciertos trabajos realizados en la capilla que no han podido ser identificados, quizás decoraciones de mármol.